# Rodrigo Rey Rosa
Rodrigo Rey Rosa (Ciudad de Guatemala, 4 de novembre de 1958) és un escriptor guatemalenc. Quan finalitza els seus estudis emigra a Nova York i actualment viu al Marroc. La seva obra narrativa ha estat traduïda en anglès (per Paul Bowles), en francès i en alemany.
Ha escrit El cuchillo del mendigo i El agua quieta (Seix Barral, Vista, Planeta Argentina, 1985/1990); Cárcel de árboles; El salvador de buques (Seix Barral, Vista, Fundación Guatemalteca de las Letras, Planeta Argentina, 1991); Lo que soñó Sebastián (Seix Barral, 1994); Que me mate si... (Librería del pensativo, 1996, Seix Barral, 1997); El cojo bueno (Alfaguara, 1996); Con cinco barajas (UNAM, 1996); Ningún lugar sagrado (Seix Barral, Planeta Argentina, Planeta Colombia, Planeta Mexicana, 1998); La orilla africana (Seix Barral, 1999); Piedras encantadas (Seix Barral, 2001), i El tren a Travancore (Mondadori, 2002).